# Kurrama
Kurrama, auch Puutu Kunti Kurrama genannt, ist ein Stamm der Aborigines, der in der Pilbara von Western Australia lebt.

## Land und Sprache
Das angestammte Land der Kurrama erstreckt sich etwa 10.888 km². Ein Teil ihres Stammesgebiets umfasst die Hamersley Range von Marandoo und Tom Price bis nach Palm Springs in der Pilbara und ein weiteres Stammesgebiet führt entlang des Duck Creek, um den Boolgeeda Creek, den westlichen Arm des Beasley River bis nach Cajuput Spring und um Red Hill.
Die Sprache der Kurrama (ISO-639-3-Code: [vku]) ist Ngayarda, ein Teil der großen Pama-Nyungan-Sprachfamilie, die über ganz Australien verteilt ist. Im Jahr 2002 gab es noch 10 Personen, die diese Sprache beherrschten.

## Kultur und Tradition
Im Pilbara-Gebiet gibt es mehr als 31 Kulturgruppen der Aborigines, die ihre eigene Kultur und Traditionen auf ihren traditionellen Gebieten vollziehen. Auf einem der Stammesgebiete der Kurrama und Pinikura befand sich eine Kulturstätte in der Juukan-Schlucht, die bis auf etwa 46.000 Jahren zurückreicht. Diese historisch bedeutsame und denkmalgeschützte Kulturstätte wurde im Mai 2020 von dem Bergbaukonzern Rio Tinto zerstört, weil sie einer Ausweitung eines ihrer Eisenbergwerke im Weg stand.
Die Kurrama praktizieren entsprechend ihrer Tradition Zirkumzision und Subinzision.

## Landrechte
Die Kurrama und Pinikura halten seit 2015 gemeinsam einen Native Title über 9.521 km Land in der Pilbara-Region.